# Верховный суд Узбекистана
Верховный Суд Республики Узбекистана является высшим органом гражданского, уголовного и административного права в Узбекистане . В настоящее время он состоит из Верховного суда и Высшего хозяйственного суда, которые были объединены в феврале 2017 года.

## Суды
В Узбекистане действуют следующие суды:
- Конституционный суд Республики Узбекистан;
- Верховный суд Республики Узбекистан;
- военные суды;
- суд Республики Каракалпакстан по гражданским делам, областные и Ташкентский городской суды по гражданским делам;
- суд Республики Каракалпакстан по уголовным делам, областные и Ташкентский городской суды по уголовным делам;
- экономические суды Республики Каракалпакстан, областей и города Ташкента;
- административные суды Республики Каракалпакстан, областей и города Ташкента;
- межрайонные, районные (городские) суды по гражданским делам;
- районные (городские) суды по уголовным делам;
- межрайонные, районные (городские) экономические суды;
- районные (городские) административные суды.